# Vの嵐
Vの嵐（Vのあらし）は、1999年世界バレーボール大会に先がけてCX系で放送されたテレビドラマ。
同大会のイメージキャラクターである嵐主演。

## 概要
関東広域圏では、同日深夜に再放送があり（月曜日 - 木曜日24:30 - 24:40、金曜日25:00 - 25:10）、1日2回の放送だった。
男子バレーボール部のないバレーボールの強豪校を舞台に、5人の男子高校生が織り成す青春バレーボールドラマ。

## あらすじ
二宮和也は転校初日、バレーボール部キャプテンの相葉美和にひと目ぼれ。櫻井翔に案内を頼みバレーボール部に向かうも、聖華学院には男子部がなく、男子部員の松本潤と大野智は女子部のマネージャーであった。そして美和との勝負に敗れた二宮、体育の単位が足りない櫻井も、女子部のマネージャーとなってしまう。
櫻井はすぐにバレーボール部に顔を出さなくなるが、美和と何かありそうな櫻井と二宮はたびたび衝突。一方、女子部の練習に参加するようになった二宮・松本・大野は、ひょんなことから美和の兄、相葉雅紀の指導を受けるようになる。実は櫻井は中学時代、名の通ったバレーボール選手で、相葉雅紀や美和とはチームメイトだったのだ。試合中に櫻井と身体接触した相葉雅紀は選手生命を絶たれてしまい、責任を感じた櫻井はバレーボールをやめ、人と交わらない性格になってしまった。相葉雅紀はそんな櫻井をバレーボールに復帰させたいと考えていた。4人の気持ちに心打たれた櫻井は、バレーボール部に戻ってくる。
二宮・櫻井・松本・大野が結束しはじめた姿を見て、相葉雅紀はバレーボール部コーチの藤本豊に男子部創設を打診する。何とか引き出した条件は、女子部との試合に勝つというものだった。1週間後の試合に備えて、5人の特訓が始まる。しかし以前から部活動を反対されていた松本のもとに、父親自らが連れ戻しにやってきた。実家が病院の松本は医科大学への進学を望まれていた上、バレーボールの才能がないことを心配されていたのだ。
松本不在のまま迎えた試合当日。強豪である女子部相手に第1セットは先取されるが、二宮を中心としたB作戦（バカ作戦）で波に乗った二宮・櫻井・大野、そしてベンチから見守る相葉先輩。勝敗をかけた最終セット、エースの櫻井が二宮と身体接触をおこし負傷するアクシデントが起きるが、そこに松本が戻ってくる。一進一退の攻防の末、1点差で敗れるが、5人は自分のバレーボールをやり切っていた。そして藤本先生も男子部創設を認めるのだった。

## 登場人物
二宮和也（にのみや かずなり）
演 - 二宮和也（嵐）
聖華学院高校2年、北海道からの転校生。
お調子者で、すぐ熱くなる単純な性格。
転校初日は聖華学院の制服である学生服ではなく、ブレザーを着用している。チンドン屋のような格好を2度している。
櫻井翔（さくらい しょう）
演 - 櫻井翔（嵐）
聖華学院高校2年。
性格は知的で超然。本や雑誌に目を落とす姿が多く見られる。
最も人気の有る人物であり、以前に解散した「桜井ファンクラブ」と言う名のウェブサイトなどを営む愛好会があった。
男子バレーボール部がないため聖華学院に入学した。
相葉雅紀（あいば まさき）
演 - 相葉雅紀（嵐）
聖華学院高校3年、相葉美和の兄。
普段は素直な性格だが、バレーボールのこととなると人格が変わる。特訓時には竹刀を携え、決まってトレーニングシャツのファスナーを下ろす姿が見られる。
誰彼かまわず「妹を頼む」と言う。バレーボールをやめた故障とは、手首の骨折。
早稲田大学の推薦入学が決まっており、そのノウハウを教えるという交換条件で大野にバレーボールの指導をするが（加えて、逃げ出したら早稲田大学に怪文書を送り入学を阻止するとも）、肝心のノウハウは甚だ怪しい。
松本潤（まつもと じゅん）
演 - 松本潤（嵐）
聖華学院高校2年、女子バレーボール部マネージャー。
『りぼん』に載っていた佐々木潤子「エース!」を読み、バレーボールに憧れを抱く。しかし体力と運動神経に欠け、顔面でレシーブを受けることもしばしば。
実家は駅前の松本総合病院で、金持ち。
大野智（おおの さとし）
演 - 大野智（嵐）
聖華学院高校2年、女子バレーボール部マネージャー。
早稲田大学の推薦入学を狙ってバレーボール部に在籍しており、部活中も勉強している。
女子部との試合を前に、迷いが顔に出るとまずいからと眼鏡をコンタクトレンズに変える。バレーボールの練習では当初、ヘルメットをかぶっていた。
藤本豊（ふじもと ゆたか）
演 - 阿部寛
34歳。 聖華学院高校の体育教師、バレーボール部コーチ。
見せしめに校庭のランニングを命じることがある。最長133周。
人の話を聞かない。
田端卓（たばた すぐる）
演 - 高杉亘 ： 30歳。 コンビニエンスストア店長。
元はバンド活動をしており、アルバイトのつもりが本業になってしまった。父親は遠洋漁業の漁師。
コンビニエンスストアは5人が何かと立ち寄る場所で、床に座り込んだり寝転んだり、レジカウンターの中に座ったりと自由な姿を見せている。
相葉美和（あいば みわ）
演 - 北川弘美
聖華学院高校2年、相葉雅紀の妹、女子バレーボール部キャプテン。
松本昌三（まつもと しょうぞう）
演 - 下塚誠 ： 松本総合病院の院長で松本潤の父。
橘由美子（たちばな ゆみこ）
演 - 野島千佳
聖華学院高校の養護教諭。
学校一の美人で、大野の片思いの相手。露出度の高い服装をしている。
ナレーション
演 - 小倉久寛

## 主題歌・挿入歌
- 主題歌「A・RA・SHI」嵐
- 挿入歌（最終話のみ）「明日に向かって」嵐

## ロケ地
- 東京家政大学附属女子中学校・高等学校
- きよみ和田店

## バレーボール
「Vの嵐」では劇中およびオープニングで、バレーボールの映像資料やエピソードが織り交ぜて放送された。
オープニングでは小倉久寛のナレーションに乗せて紹介されたが、放送時のものとポニーキャニオンから発売されたVHSでは内容が異なっている。
劇中、放送第1週（1話 - 5話）では、松本が二宮に「そんな君でも…」と話しかける形で挿入される。放送第2週（6話 - 10話）も松本、放送第3週（11話 - 14話）では12話を除いて相葉が担当している。各話で紹介されたエピソードは以下の通り。
- 第1話： ニッポンチャチャチャ（1981年ワールドカップバレーボール）
- 第2話： 大松博文（東京オリンピック）
- 第3話： バレーボールアメリカ合衆国男子代表（バルセロナオリンピック）
- 第4話： 猫田勝敏（ミュンヘンオリンピック）
- 第5話： 広瀬美代子（1981年ワールドカップバレーボール）
- 第6話： ニコライ・カルポリ
- 第7話： 大古誠司（ミュンヘンオリンピック）
- 第8話： カーチ・キライ（ロサンゼルスオリンピック）
- 第9話： ドリブル
- 第10話： 大林素子
- 第11話： ボールの大きさ
- 第12話： ダスティ・ドボラック（1985年ワールドカップバレーボール）
- 第13話： 中田久美
- 第14話： 寺廻太